# Eugeniusz Ochendowski
Eugeniusz Hubert Ochendowski (ur. 3 listopada 1925 w Osieczku, zm. 16 lipca 2015 w Poznaniu) – polski prawnik i polityk, poseł na Sejm PRL IX kadencji.

## Życiorys
Syn Andrzeja i Bronisławy. W 1947 ukończył Państwowe Koedukacyjne Gimnazjum i Liceum Ogólnokształcące dla Dorosłych w Grudziądzu. W latach 1946–1947 pracował w Rejonowym Urzędzie Likwidacyjnym w Grudziądzu. W latach 1947–1949 był zatrudniony w Urzędzie Wojewódzkim w Olsztynie, a następnie w latach 1949–1950 w Urzędzie Wojewódzkim w Poznaniu. W latach 1950–1951 pracował w Ekspozyturze Wojewódzkiej Centralnego Zarządu Przemysłu Mleczarskiego w Poznaniu, a następnie w latach 1951–1961 w Prezydium Wojewódzkiej Rady Narodowej w Poznaniu.
Studia rozpoczął w 1947 w Studium Prawno-Administracyjnym przy Wydziale Prawno-Ekonomicznym UMK w Toruniu z siedzibą w Olsztynie, lecz w 1949 – za namową wojewody olsztyńskiego Wiktora Jaśkiewicza – przeniósł się do Poznania i tam w 1951 ukończył studia prawnicze na Uniwersytecie Poznańskim u prof. Mariana Zimmermanna. 
22 maja 1964 tamże obronił rozprawę doktorską pt. Administracyjno-prawna regulacja korzystania z lokali mieszkalnych w systemie gospodarki planowej PRL. Promotorem rozprawy doktorskiej był prof. Marian Zimmermann. 
Przed 1965 ukończył aplikację sędziowską.
21 października 1969 uzyskał stopień doktora habilitowanego nauk prawnych, w specjalności prawo administracyjne, nadany przez Radę Wydziału Prawa i Administracji Uniwersytetu im. Adama Mickiewicza w Poznaniu, na podstawie rozprawy Zakład administracyjny jako podmiot administracji państwowej. 
Tytuł profesora nadzwyczajnego otrzymał uchwałą Rady Państwa w 1976. 
W latach 1961–1971 pracował jako nauczyciel akademicki na Wydziale Prawa Uniwersytetu im. Adama Mickiewicza w Poznaniu, początkowo jako st. asystent, a od 1964 jako adiunkt. 
Na Wydziale Prawa i Administracji Uniwersytetu Mikołaja Kopernika w Toruniu pracował kolejno na stanowiskach: docenta – od 1971, prof. nadzw. – od 1976 i prof. zw. – od 1984. W latach 1971–2003 był kierownikiem Zakładu, a następnie (od 1991) Katedry Prawa Administracyjnego Wydziału Prawa i Administracji Uniwersytetu Mikołaja Kopernika. Od 1972 do 1984 pełnił funkcję dyrektora Instytutu Administracji i Zarządzania, a następnie w latach 1984–1987 był prorektorem ds. ogólnych UMK. Pełnił liczne funkcje z wyboru w UMK, m.in.: członka Senatu UMK w latach 1975–1979 i 1983–1990, przewodniczącego Komisji Dyscyplinarnej dla Nauczycieli Akademickich 1978–1981, przewodniczącego Uczelnianej Komisji Wyborczej UMK 1993–2002. Organizator i kierownik Podyplomowego Studium Administracyjnego 1975–1977.
W latach 1983–1985 był przewodniczącym Komisji Dyscyplinarnej przy Radzie Głównej Nauki i Szkolnictwa Wyższego.
Od 1987 do 1989 był członkiem Rady Legislacyjnej przy Prezesie Rady Ministrów.
Stypendia badawcze na Uniwersytetach w Tybindze (1977, 1985) i Erlangen (1985). Wygłaszał wykłady na 6 uniwersytetach w Republice Federalnej Niemiec. Uczestniczył i wygłaszał referaty na czternastu sympozjach prawników-administratywistów Polski i Niemiec.
W latach 1985–1989 pełnił mandat posła na Sejm PRL IX kadencji w okręgu Toruń, był posłem bezpartyjnym. Zasiadał w Komisji Prac Ustawodawczych, Komisji Nadzwyczajnej do rozpatrzenia poselskiego projektu ustawy o konsultacjach społecznych i referendum, Komisji Nadzwyczajnej do rozpatrzenia projektu ustawy o zmianie ustawy Ordynacja wyborcza do rad narodowych, Komisji Nadzwyczajnej do rozpatrzenia projektu ustawy o zmianie Konstytucji Polskiej Rzeczypospolitej Ludowej oraz w Komisji Nadzwyczajnej do rozpatrzenia projektów ustaw o stosunku Państwa do Kościoła Katolickiego, o gwarancjach wolności sumienia i wyznania oraz o ubezpieczeniu społecznym duchownych. Bezskutecznie ubiegał się o wybór do Sejmu kontraktowego w 1989 z okręgu toruńskiego. Był ekspertem komisji sejmowych Sejmu PRL VIII i X kadencji oraz Sejmu RP II kadencji.
W roku akademickim 1993/94 pracował jako kierownik Katedry Prawa Zarządzania Gospodarką Narodową na Wydziale Prawa i Administracji Uniwersytetu Gdańskiego. Pracował również w uczelniach niepublicznych na stanowisku profesora: w Szkole Wyższej im. Pawła Włodkowica w Płocku oraz w Kujawsko-Pomorskiej Szkole Wyższej w Bydgoszczy.
Członek Komitetu Nauk Prawnych PAN (od 1981), Poznańskiego Towarzystwa Przyjaciół Nauk, Towarzystwa Naukowego w Toruniu. Należał także do Związku Nauczycielstwa Polskiego. 
Autor ponad 170 prac naukowych (w tym monografii, skryptów, podręczników, studiów, artykułów oraz glos).  
Otrzymał Nagrody Sekretarza Naukowego PAN (1971 i 1978), Ministra Oświaty i Szkolnictwa Wyższego III st. (1967 i 1970), Ministra Nauki, Szkolnictwa Wyższego i Techniki II st. (1981), Medal Komisji Edukacji Narodowej (1983), Medal UMK „Za zasługi położone dla rozwoju Uczelni” (1993). 
Promotor w 16 przewodach doktorskich, recenzent w wielu przewodach doktorskich i postępowaniach habilitacyjnych oraz w postępowaniach o tytuł profesora. 
Ukazały się dwie księgi pamiątkowe z okazji jubileuszów prof. Eugeniusza Ochendowskiego: 
1. Księga pamiątkowa profesora Eugeniusza Ochendowskiego, TNOiK, Toruń 1999, ss. 373, ISBN 83-87673-46-3;
2. Podmioty administracji publicznej i prawne formy ich działania. Studia i materiały z konferencji jubileuszowej Profesora Eugeniusza Ochendowskiego, TNOiK, Toruń 2005, ss. 488, ISBN 83-7285-261-8.

Pochowany 24 lipca 2015 na cmentarzu Miłostowo w Poznaniu (pole 34, kwatera 1). 

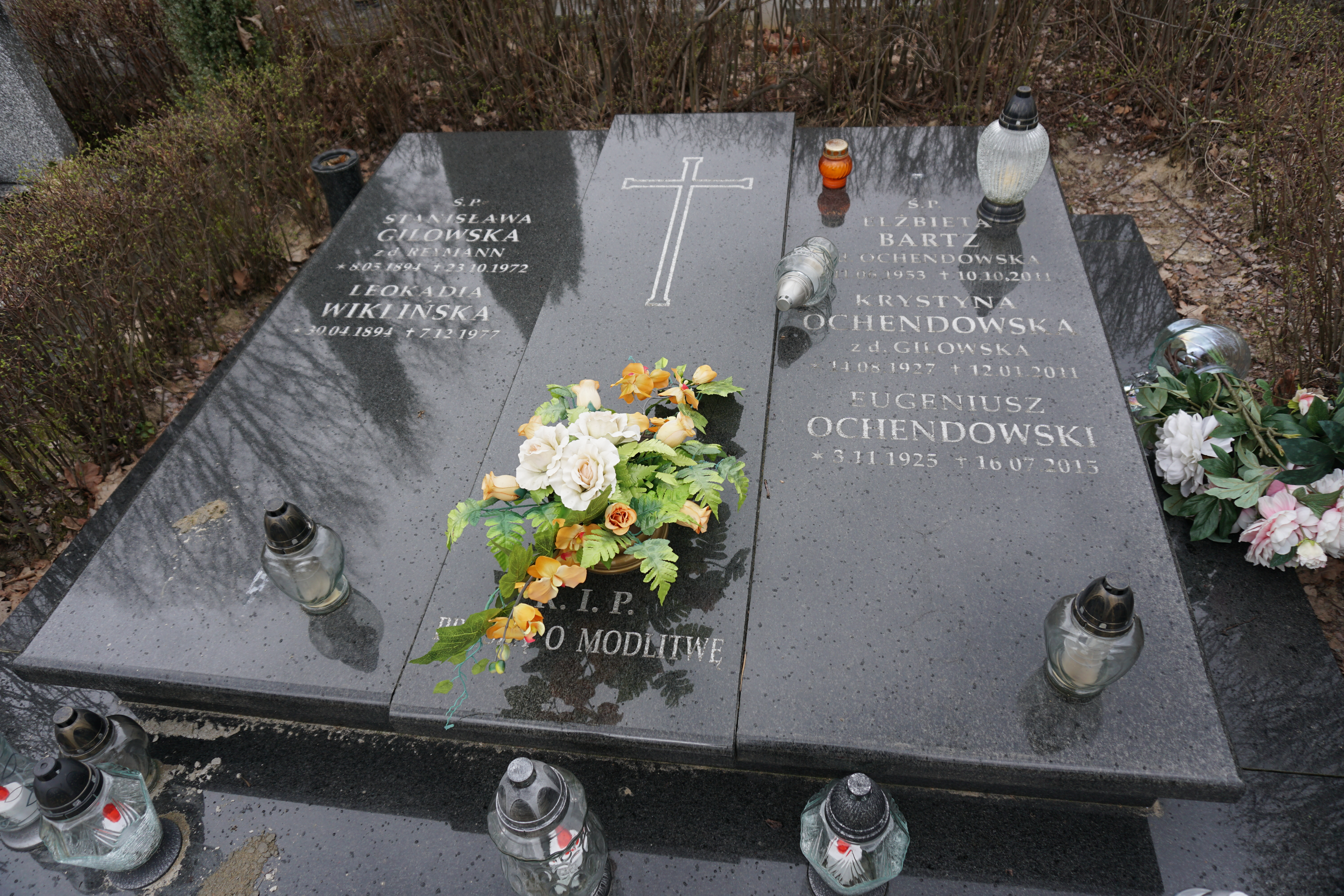
Grób profesora Eugeniusza Ochendowskiego na cmentarzu Miłostowo w Poznaniu

## Wybrane publikacje
- Ochendowski E., Moc wiążąca aktu administracyjnego, „Ruch Prawniczy, Ekonomiczny i Socjologiczny” 1968, z. 1, ss. 21–31;
- Ochendowski E., Zakład administracyjny jako podmiot administracji państwowej, Poznań 1969, ss. 357;
- Ochendowski E., Leoński Z., Ustrój administracji europejskich państw socjalistycznych, Toruń 1973, ss. 177 oraz Toruń 1976, ss. 204;
- Ochendowski E., Zakład jako podmiot administracji państwowej, „Państwo i Prawo” 1974, nr 10, ss. 50–60;
- Ochendowski E., Trybunał Administracyjny w Austrii. Organizacja i funkcjonowanie, „Organizacja-Metody-Technika” 1975, nr 4, ss. 38–39;
- Ochendowski E., Centralne organy administracji, [w:] System prawa administracyjnego, t. 2, Wrocław 1977, ss. 5–82;
- Ochendowski E., Organy administracji niezespolonej i zakłady administracyjne, [w:] System prawa administracyjnego, t. 2, Wrocław 1977, ss. 293–378;
- Ochendowski E., Propozycje udoskonalenia niektórych instytucji postępowania administracyjnego, „Państwo i Prawo” 1977, nr 12, ss. 51–56;
- Ochendowski E., Die Zusammenhänge der Lehre Lorenz von Steins mit der polnischen Verwaltungswissenschaft und Verwaltungsrechtswissenschaft, [w:] Staat und Gesellschaft. Studien über Lorenz von Stein, Berlin 1978, ss. 515–534;
- Ochendowski E., Pozycja prawna studenta uniwersytetu, [w:] Model prawny szkoły wyższej a zasady zarządzania, Poznań 1980, ss. 75–88;
- Ochendowski E., Udział studentów w zarządzaniu szkołą wyższą, „Życie Szkoły Wyższej” 1981, nr 6, ss. 11–16;
- Ochendowski E., Zakres stosowania kodeksu postępowania administracyjnego w szkołach wyższych, [w:] Zagadnienia proceduralne w administracji, Katowice 1984, ss. 7–19;
- Jędrzejewski S., Ochendowski E., Postępowanie administracyjne, Toruń 1984, ss. 265 oraz Toruń 1988, ss. 265;
- Ochendowski E., Sądowa kontrola decyzji w sprawie przyjęcia do zakładu administracyjnego, „Acta Universit. Wratisl.”, „Prawo”, t. 143, Wrocław 1985, ss. 229–236;
- Ochendowski E., Prawotwórcza funkcja gminy, „Ruch Prawniczy, Ekonomiczny i Socjologiczny” 1991, nr 2, ss. 21–35;
- Ochendowski E., Polska nauka prawa administracyjnego od końca XIX wieku do II wojny światowej, „Toruński Rocznik Praw Człowieka i Pokoju" 1993, z. 1, ss. 161–178;
- Ochendowski E., Der Wojewode als Organ der allgemeinen Regierunsverwaltung, [w:] Tagesband für die Tagung, „Die Zukunft der Wojewodschaften im Zuge der Verwaltungsreform” – Verwaltungsreform und Innere Sicherkeit in Polen am 4. und 5. Juni 1996, Universität der Bundeswehr, München 1996, ss. 127–135;
- Ochendowski E., O dekodyfikacji postępowania administracyjnego – na przykładzie Ordynacji podatkowej, [w:] Państwo prawa – Administracja – Sądownictwo. Prace dedykowane Prof. dr. hab. Januszowi Łętowskiemu, Warszawa 1999, ss. 218–227;
- Ochendowski E., Prawo administracyjne. Część ogólna, 14 wydań, Toruń 1994–2013;
- Ochendowski E., Postępowanie administracyjne – ogólne, egzekucyjne i sądowoadministracyjne. Wybór orzecznictwa, 6 wydań, Toruń 2000–2014.

## Odznaczenia
- Krzyż Komandorski Orderu Odrodzenia Polski (2005)[9]
- Krzyż Kawalerski Orderu Odrodzenia Polski
- Medal 40-lecia Polski Ludowej
- Medal Komisji Edukacji Narodowej